# Magnus I Birgersson
Magnus I Birgersson, Magnus I Ladulås (ur. 1240, zm. 18 grudnia 1290) - książę Sudermanii od 1266, król Szwecji od 1275.
Był drugim synem jarla Birgera i jego pierwszej żony Ingeborgi, siostry szwedzkiego króla Eryka XI. W 1275 stanął na czele buntu przeciwko swojemu bratu, królowi Waldemarowi.
11 listopada 1276 poślubił Jadwigę, córkę Gerarda I, hrabiego Holsztynu. Z tego małżeństwa pochodzili:
- Eryk, zm. 1279,
- Birger (1280–1321), król Szwecji,
- Eryk (zm. 1318), książę Sudermanii,
- Waldemar (zm. 1318), książę Finlandii,
- Ryksa (zm. po 1347), ksieni klarysek w Sztokholmie,
- Ingeborga (zm. 1319), żona Eryka VI, króla Danii.

w 1278 roku zawarł ugodę z przywódcami powstania szlachty szwedzkiej którzy uwięzili jego teścia Gerarda I, którą po roku zerwał a przywódców powstania skazał na śmierć. Umocnił swoją władzę nadając przywileje podatkowe szlachcicom którzy zdecydowali się służy w jego armii oraz zacieśniając współprace z biskupami poprzez nadanie w 1281 roku wielkiego przywileju Kościołowi.